# Демократическа партия на албанците
Вижте пояснителната страница за други значения на Демократическа партия.
Демократическата партия на албанците (ДПА) е една от политическите партиии на етническите албанци в Северна Македония. Основана е през юни 1997 г. след обединението на Партията за демократически просперитет на албанците (ПДПА) и Народната демократическа партия (НДП).

## История
Народната демократическа партия е основана през август 1990 г. като по-радикален конкурент на Партията за демократичен просперитет.
ПДПА е основана през 1994 г. от по-радикалните членове на ПДП, начело с Арбен Джафери и Мендух Тачи, след като също се отцепват от НДП.
След изборите през 1998 г., ДПА влиза в коалиционното правителство, водено от ВМРО-ДПМНЕ и участва в управлението на страната до 2002 г. На парламентарните избори през 2002 г. ДПА печели 5,2% от гласовете и 7 мандата в Събранието и преминва в опозиция.
Лидер на ДПА е Мендух Тачи.